# New Hollywood
New Hollywood (Hollywood mới) hay American New Wave (Làn sóng mới Mỹ) là một giai đoạn trong lịch sử điện ảnh Hoa Kỳ từ giữa thập niên 1960 đến đầu thập niên 1980 khi một thế hệ các nhà làm phim trẻ mới nổi lên. Được coi là giai đoạn "Hollywood hậu cổ điển", đây là quãng thời gian điện ảnh Mỹ chứng kiến sự ra đời của một loạt nhà làm phim trẻ tài năng, những người đã thổi một luồng gió mới vào ngành công nghiệp điện ảnh nước này bằng các bộ phim mang tính đột phá cả về nội dung, phong cách thực hiện và chất lượng nghệ thuật. Tuy không phải là những nhà làm phim độc lập, một khái niệm chỉ nở rộ từ thập niên 1980, nhưng các nhà điện ảnh trẻ Hoa Kỳ thuộc thế hệ New Hollywood đã vượt ra khỏi sự kiểm soát truyền thống của những hãng phim Hollywood để cho ra đời những tác phẩm có phong cách mới và mang đậm dấu ấn cá nhân đạo diễn, từ đó ảnh hưởng ngược trở lại tới quy trình làm phim của cả ngành công nghiệp điện ảnh. Vì thế, New Hollywood thường được coi là giai đoạn đánh dấu sự phục hưng của nền điện ảnh Mỹ ("Hollywood renaissance").

## Tổng quan

### Bối cảnh
Nếu như giai đoạn từ giữa thập niên 1930 cho tới cuối thập niên 1950 được coi là giai đoạn hoàng kim (Golden Age) của Hollywood với rất nhiều bộ phim xuất sắc cũng các đạo diễn và ngôi sao điện ảnh danh tiếng thì điện ảnh Mỹ bước sang thập niên 1960 với những dấu hiệu chững lại. Một loạt đạo diễn xuất sắc của Hollywood như Alfred Hitchcock, John Ford, Frank Capra hay Billy Wilder không còn khả năng cho ra đời những tác phẩm xuất sắc như giai đoạn trước, nhiều ngôi sao lớn của thế hệ Hollywood cổ điển như Cary Grant, John Wayne dần lùi khỏi màn ảnh lớn, một số người thậm chí đã qua đời sớm như Humphrey Bogart, Gary Cooper, Clark Gable. Đây cũng là giai đoạn Hollywood mất đi hai ngôi sao trẻ đầy triển vọng là James Dean (1955) và Marilyn Monroe (1962). Cộng thêm vào những khó khăn nội tại của Hollywood là sự biến động dữ dội của xã hội Mỹ nói chung với sự kiện chiến tranh Việt Nam, phong trào đòi bình đẳng giới, bình đẳng màu da lên cao cùng một loạt vụ ám sát các nhà lãnh đạo có uy tín như John F. Kennedy (1963), Malcolm X (1965), Robert F. Kennedy và Martin Luther King, Jr. (cùng 1968). Trong hoàn cảnh biến động ấy, các hãng phim của Hollywood, vốn nằm trong tay những người lãnh đạo già còn sót lại từ kỷ nguyên phim câm như Jack Warner, đã không kịp thời thích ích để cho ra đời những tác phẩm phản ánh bộ mặt và suy nghĩ của xã hội nước Mỹ. Và cùng với uy lực cạnh tranh của truyền hình Hoa Kỳ cũng như sự trẻ hóa của xã hội Mỹ-kết quả của thời kì baby boomer, khán giả dần mất hứng thú tới rạp khiến cho doanh thu của ngành công nghiệp phim ngày càng sụt giảm bất chấp những cố gắng cải tiến về kỹ thuật. Một vài bộ phim kinh phí lớn, đặc sản của Hollywood cổ điển, như Cleopatra hay Hello, Dolly! đã thất bại thảm hại về doanh thu càng làm gia tăng sức ép phải thay đổi đối với các hãng phim.
Nếu như Hollywood tiếp tục trì trệ trong thập niên 1960 thì tại châu Âu và châu Á, người ta chứng kiến hàng loạt trào lưu làm phim mới với rất nhiều đột phá về phong cách thực hiện và chất lượng nghệ thuật. Điện ảnh Pháp có bước tiến vượt bậc về chất lượng nhờ thế hệ làn sóng mới Pháp (Nouvelle Vague), điện ảnh Ý cũng nở rộ các bộ phim của trào lưu Commedia all'italiana và Spaghetti Western còn điện ảnh Nhật Bản và điện ảnh Ấn Độ cũng xuất hiện hai nhà làm phim tài năng đang ở đỉnh cao của sự nghiệp là Kurosawa Akira và Satyajit Ray. Các bộ phim có nội dung và cách thực hiện mang tính cách mạng của những nhà làm phim này đã ảnh hưởng tới thế hệ đạo diễn trẻ tuổi của Hollywood như Martin Scorsese. và Steven Spielberg.
Thất bại bên trong và ảnh hưởng từ bên ngoài cuối cùng đã dẫn tới quyết định thay đổi mang tính cơ bản của Hollywood, đó là trao quyền kiểm soát các bộ phim cho thế hệ đạo diễn và nhà sản xuất phim trẻ vốn giàu sức sáng tạo và khát vọng hơn. Quyền tự do sáng tạo của các nghệ sĩ Mỹ còn được ủng hộ bởi một sự kiện mới, đó là sự bãi bỏ Production Code, hệ thống kiểm duyệt phân loại phim cũ vốn rất ngặt nghèo, vào năm 1966 để thay thế bằng một hệ thống phân loại phim mới nới tay hơn của MPAA.

### Đặc điểm chung của thế hệ New Hollywood
Thế hệ các đạo diễn trẻ của Hollywood phần lớn đều xuất thân từ các trường điện ảnh, họ vừa có kiến thức làm phim vững chắc, vừa hiểu biết văn hóa đương đại cùng những vấn đề của nó để có thể cho ra đời những tác phẩm gần gũi hơn với tầng lớp khán giả ngày càng trẻ hóa. Những nhà làm phim trẻ này đã đem lại cho các tác phẩm Hollywood màu sắc thực sự của chủ nghĩa hiện thực đồng thời họ cũng dám thể nghiệm những kĩ thuật làm phim, đề tài điện ảnh mới phản ánh được những biến động và suy nghĩ của người dân Mỹ lúc này. Đa số các bộ phim của thế hệ New Hollywood mang tính phản kháng xã hội rất cao và mang đậm màu sắc của văn hóa đương đại như nhạc rock, pop art.

## Lịch sử

### Những thành công đầu tiên
Sự ra đời của New Hollywood được báo hiệu bằng bộ phim Bonnie & Clyde của đạo diễn Arthur Penn vào năm 1967. Trong phim, hai tài năng điện ảnh trẻ là Warren Beatty và Faye Dunaway thủ vai cặp tình nhân Bonnie và Clyde, một băng cướp ngân hàng và chống chính phủ nổi tiếng ở Mỹ thời Đại khủng hoảng. Bonnie and Clyde đã làm khán giả kinh ngạc vì nội dung và hình ảnh mang đầy tính bạo lực, tình dục, châm biếm nhưng cũng thể hiện được những suy nghĩ nông nổi của tuổi trẻ trong một xã hội đầy biến động. Sự ủng hộ của khán giả trẻ với bộ phim thậm chí đã khiến các nhà phê bình phải thay đổi lại bài bình luận vốn rất tiêu cực của họ về tác phẩm này Thành công của bộ phim đã giúp Hollywood nhận ra sự thay đổi về gu thưởng thức của khán giả Cũng trong năm này, Mike Nichols cho ra đời The Graduate, một bộ phim tâm lý có nhân vật chính là anh thanh niên vừa tốt nghiệp đại học (Dustin Hoffman) đang phải đứng trước rất nhiều sự lựa chọn của cuộc sống. Đây là tác phẩm đầu tiên sử dụng nhạc viết riêng cho phim của ban nhạc Simon và Garfunkel.
Tiếp nối Bonnie & Clyde là một bộ phim mang tính phản kháng tiêu biểu nữa của Hollywood, Easy Rider (1969) do Dennis Hopper đạo diễn và đóng vai chính bên cạnh Peter Fonda và Jack Nicholson. Bộ phim mang đầy chất hippie này đã tấn công thẳng vào chủ nghĩa bảo thủ và phân biệt chủng tộc vốn ăn sâu trong xã hội nước Mỹ, nội dung đó của phim đã khiến nó được thế hệ Woodstock đón nhận nhiệt liệt. Dòng phim chiến tranh truyền thống của Hollywood cũng được Robert Altman đem tới một hơi thở mới bằng tác phẩm hài hước châm biếm MASH (1970). Tuy lấy bối cảnh Chiến tranh Triều Tiên nhưng bộ phim đã phản ánh những suy nghĩ thực sự về chiến tranh của người Mỹ trong bối cảnh Chiến tranh Việt Nam đang ở đỉnh điểm về sự khốc liệt, thay vì các diễn viên mang dáng vẻ anh hùng kiểu cũ như John Wayne, Altman đã chọn Donald Sutherland để thể hiện sự vô nghĩa của chiến tranh cùng sự tuyệt vọng của những con người bị cuốn vào vòng xoáy chiến tranh đó bằng một con mắt hết sức hài hước.

### Thời kỉ đỉnh cao
Nước Mỹ bước vào thập niên 1970 bằng hai sự kiện lớn, Vụ Watergate khiến tổng thống Richard Nixon phải từ chức và việc Mỹ rút quân khỏi Việt Nam năm 1972. Tiếp tục với truyền thống phản ánh hiện thực xã hội, thế hệ New Hollywood đã lập tức cho ra đời những tác phẩm đề cập tới biến động của nước Mỹ. Đạo diễn gốc Ý Francis Ford Coppola vào năm 1974 đã cho ra đời bộ phim xuất sắc The Conversation, một tác phẩm mô tả một người chuyên nghe lén, phim được công chiếu vào đúng thời điểm vụ nghe lén ở khách sạn Watergate bị vỡ lở. The Conversation được Coppola đạo diễn xen giữa hai bộ phim hình sự cực kì xuất sắc khác, đó là Bố già (The Godfather, 1972) và Bố già phần II (The Godfather Part II, 1974), hai tác phẩm kinh điển của lịch sử điện ảnh Mỹ này đã thay đổi hoàn toàn dòng phim hình sự cũng như mang lại một bộ mặt mới đa dạng và có chiều sâu hơn về các băng đảng tội ác.
Dòng phim hành động - hình sự kiểu mới mà Bonnie and Clyde đã khai phá cũng tiếp tục được thế hệ New Hollywood phát triển bằng các bộ phim mang phong cách rất riêng như Paper Moon (1973) của Peter Bogdanovich, Serpico (1973) và Dog Day Afternoon (1975) của Sidney Lumet hay Taxi Driver (1976) của ông vua phim hình sự sau này là Martin Scorsese. Đạo diễn gốc Ba Lan Roman Polanski cũng cho ra đời bộ phim hình sự xuất sắc của dòng phim đen Chinatown (1974).
Dòng phim miền Tây kiểu truyền thống tưởng chừng đã lụi tàn cùng với đại diện của nó là đạo diễn John Ford thì nay lại có sức sống mới nhờ Sam Peckinpah và Arthur Penn. Nếu như Peckinpah cho ra đời những bộ phim miền Tây có những pha hành động hết sức hấp dẫn nhưng vẫn có chiều sâu triết lý như Pat Garrett and Billy the Kid (1973) thì Arthur Penn lại có Little Big Man (1970), tác phẩm mang tính đột phá trong cách nhìn về những người da đỏ, vốn trước đó luôn bị xếp vào phe ác trong phim miền Tây. Một loạt bộ phim miền Tây kiểu mới khác cũng ra đời như Butch Cassidy and the Sundance Kid (1969) của George Roy Hill hay McCabe & Mrs. Miller (1971) của Robert Altman.
Tuy New Hollywood tiêu biểu bởi tinh thần phản kháng xã hội nhưng không vì thế mà thế hệ đạo diễn trẻ thiếu đi chất hài hước. Đại diện xuất sắc nhất của dòng phim hài kiểu mới có lẽ là Woody Allen, một đạo diễn, biên kịch và diễn viên cực kì dồi dào sức sáng tạo, ông cho ra đời liên tiếp các bộ phim có phần thoại hài hước, thông minh được pha trộn trong các mối quan hệ, những suy nghĩ và tình cảm hết sức hiện đại của xã hội Mỹ. Hai tác phẩm tiêu biểu nhất của Allen trong thập niên 1970 là Annie Hall (1977) và Manhattan (1979). Bên cạnh Allen, thế hệ New Hollywood còn có một Mel Brooks, tác giả của những bộ phim hài châm biếm nhẹ nhàng như Young Frankenstein (1974) hay Silent Movie (1976).
George A. Romero là một đạo diễn đặc biệt của thế hệ New Hollywood khi bộ phim quay với kinh phí cực thấp của ông, Night of the Living Dead (1968) đã làm thay đổi hoàn toàn qua niệm của Hollywood về một phim kinh dị thành công. Bộ phim nói về những thây ma zombie đã khiến khán giả yêu thích không chỉ vì nội dung kinh dị rất độc đáo mà còn vì sự phản chiếu tới những vấn đề của xã hội thực tại như chủ nghĩa phân biệt chủng tộc hay chủ nghĩa tiêu thụ. Bên cạnh Romero, dòng phim kinh dị còn có những đại diện tiêu biểu khác như John Carpenter với Halloween (1978) hay Tobe Hooper với The Texas Chain Saw Massacre (1974). Dòng phim rùng rợn đánh vào tâm lý cũng có những bộ phim xuất sắc như Rosemary's Baby (1968) của Roman Polansky hay The Exorcist của William Friedkin.
Không khí phản kháng bi quan của New Hollywood còn ảnh hưởng tới cả dòng phim khoa học giả tưởng. Một loạt những phim khoa học giả tưởng đề cập tới sự hủy diệt của Trái Đất và loài người ra đời như Planet of the Apes (1968 của Franklin J. Schaffner, The Omega Man (1971) của Boris Sagal) hay Silent Running (1972) của Douglas Trumbull. Hai đại diện xuất sắc trong thập niên 1980 của dòng phim khoa học giả tưởng là Ridley Scott và George Lucas cũng có những tác phẩm đầu tay được đánh giá cao trong giai đoạn này, đó là THX 1138 (1971) của Lucas và Alien (1979) của Scott.

### Sự kết thúc của New Hollywood
Vốn thiên về giá trị nghệ thuật, các tác phẩm của thế hệ New Hollywood dần mất đi vị trí trong hệ thống sản xuất của Hollywood sau khi các hãng phim tìm lại được thành công thương mại từ các bộ phim bom tấn như Hàm cá mập (Jaws, 1975) của Steven Spielberg và Star Wars (1977) của Georges Lucas. Nếu như Hàm cá mập đánh dấu sự khai sinh của mùa phim hè với rất nhiều phim bom tấn thì Star Wars lại mở ra cho Hollywood một hướng khai thác khán giả hiệu quả hơn bằng những bộ phim có kĩ xảo độc đáo cùng các mặt hàng ăn theo, phần phim ăn theo. Thành công thương mại quay trở lại với Hollywood đã gây được sự chú ý của các tập đoàn truyền thông khổng lồ của Mỹ, các hãng phim lần lượt bị những công ty đa quốc gia này thâu tóm và quyền lực tuyệt đối của những nhà làm phim nay chuyển dần qua tay của các doanh nhân ngoại đạo.
Bản thân thế hệ New Hollywood bước vào thập niên 1980 cũng với không khí ảm đạm. Sau khi suýt phá sản vì Apocalypse Now (1979), một bộ phim cực kì xuất sắc nhưng ngốn quá nhiều thời gian, tiền của và công sức của nhà làm phim, Francis Ford Coppola cuối cùng đã thất bại với One from the Heart (1982). Sau tác phẩm này, Coppola gần như không còn bộ phim nào có thể sánh với giai đoạn dồi dào sức sáng tạo của ông trong thập niên 1970. Một đạo diễn trẻ đang lên là Michael Cimino, tác giả của The Deer Hunter (1978) cũng cho ra đời Heaven's Gate (1980), một thảm họa về thương mại. Những thất bại này khiến cho các nhà làm phim của thế hệ New Hollywood dần không còn được sự tự do sáng tạo như giai đoạn trước, họ buộc phải cho ra đời các bộ phim có thể đem lại doanh thu cho các công ty mẹ của những hãng phim Hollywood. Cũng phải nhận thấy rằng sau khi chiến tranh Việt Nam đã kết thúc cùng sự chìm lắng của các phong trào phản kháng, xã hội Mỹ dần trở lại ổn định và khán giả thay đổi dần gu thưởng thức sang các bộ phim có tính giải trí cao và kết thúc có hậu, một sự thay đổi mà rất nhiều đạo diễn của thế hệ New Hollywood đã không thể theo kịp. Thế hệ New Hollywood chấm dứt vào đầu thập niên 1980, sự nghiệp của một số đạo diễn gần như lụi tàn (Bogdanovich, Hal Ashby, Cimino), một số khác rất khó khăn để thích nghi nhưng cũng không bao giờ đạt được thành công như trước (Coppola, Nichols) và chỉ có cá biệt một vài đạo diễn kịp thay đổi phong cách để thích nghi và tiếp tục thành công như Scorsese (mặc dù ông cũng phải trải qua cả thập niên 1980 mà gần như không có tác phẩm nào đáng chú ý).

## Các bộ phim tiêu biểu
Dưới đây là các bộ phim tiêu biểu theo từng năm của thế hệ New Hollywood:
- 1967: The Graduate của Mike Nichols, Bonnie and Clyde của Arthur Penn
- 1968: Night of the Living Dead của George A. Romero
- 1969: Easy Rider của Dennis Hopper, The Wild Bunch của Sam Peckinpah, Midnight Cowboy của John Schlesinger
- 1970: MASH của Robert Altman
- 1971: The Last Picture Show của Peter Bogdanovich, French Connection của William Friedkin, A Clockwork Orange của Stanley Kubrick
- 1972: Bố già của Francis Ford Coppola
- 1973: American Graffiti của George Lucas, Badlands của Terrence Malick
- 1974: Chinatown của Roman Polanski, Bố già phần II của Francis Ford Coppola
- 1975: Bay trên tổ chim cúc cu của Milos Forman
- 1976: Taxi Driver của Martin Scorsese
- 1977: Annie Hall của Woody Allen
- 1978: Halloween của John Carpenter, The Deer Hunter của Michael Cimino
- 1979: Apocalypse Now của Francis Ford Coppola, Manhattan của Woody Allen
- 1980: Raging Bull của Martin Scorsese, Heaven's Gate của Michael Cimino

Trong Danh sách 100 phim hay nhất của Viện phim Mỹ có tới 27 bộ phim ra đời trong giai đoạn New Hollywood (1967-1980), nhiều hơn bất cứ giai đoạn nào khác của lịch sử điện ảnh Mỹ.

## Diễn viên
Thành công của New Hollywood còn gắn liền với sự ra đời của một thế hệ ngôi sao điện ảnh mới có tài năng thực sự. Phong cách làm phim theo chủ nghĩa hiện thực của các đạo diễn New Hollywood được sự hỗ trợ rất nhiều từ các diễn viên thuộc trường phái diễn xuất hiện thực tâm lý do đạo diễn sân khấu Nga Constantin Stanislavski đề xướng. Rất nhiều đại diện xuất sắc của trường phái này xuất thân từ một trường điện ảnh danh tiếng, Actors Studio, có thể kể tới Al Pacino, Dustin Hoffman, Gene Hackman, Harvey Keitel, Robert De Niro và trước đó một chút là Paul Newman, Marlon Brando. Thay vì nhập vai theo kiểu biểu hiện như phần nhiều các diễn viên thời Hollywood cổ điển, các diễn viên của thế hệ New Hollywood hóa thân thực sự vào nhân vật và đem tới cho khán giả hình ảnh chân thật của những nhân vật được miêu tả trong kịch bản.
Bốn ngôi sao xuất sắc và danh tiếng nhất của giai đoạn này có lẽ là Jack Nicholson, Dustin Hoffman và hai ngôi sao của Bố già là Al Pacino và Robert De Niro. Loạt phim Bố già và Bố già phần II cũng là bệ phóng cho rất nhiều diễn viên chủ lực sau này của Hollywood như Diane Keaton, John Cazale và Robert Duvall. Khác với giai đoạn Hollywood cổ điển khi các ngôi sao nữ chiếm lĩnh màn ảnh, thập niên 1970 chứng kiến rất ít ngôi sao nữ thực sự, một số ít đại diện tiêu biểu có thể kể tới Faye Dunaway, Jane Fonda, Barbra Streisand, Diane Keaton hay Ellen Burstyn. Ngôi sao lớn duy nhất còn sót lại của Hollywood cổ điển có lẽ là Marlon Brando, người có sự nghiệp hồi sinh nhờ các vai diễn trong phim của Francis Ford Coppola như Bố già và Apocalypse Now.
Vượt ra khỏi vị trí diễn viên thông thường, Warren Beatty và Robert Redford không những là các ngôi sao điện ảnh mà còn trở thành các đạo diễn hết sức thành công theo bước của Clint Eastwood.

## Nhân vật tiêu biểu

### Đạo diễn
| - Woody Allen - Robert Altman - Hal Ashby - Peter Bogdanovich - John Boorman - John Carpenter - Michael Cimino - Francis Ford Coppola - Paddy Chayevsky - Brian De Palma - Miloš Forman - William Friedkin - Tim Healy - Monte Hellman - Dennis Hopper - Norman Jewison - Philip Kaufman - Stanley Kubrick - Barry Levinson | - George Lucas - Sidney Lumet - Terrence Malick - Paul Mazursky - John Milius - Mike Nichols - Alan J. Pakula - Sam Peckinpah - Roman Polanski - Arthur Penn - Sydney Pollack - Bob Rafelson - Richard Rush - John Schlesinger - Paul Schrader - Martin Scorsese - Steven Spielberg - Robert Towne - Ridley Scott |

### Nhà sản xuất
| - Charlie Bluhdorn - Robert Chartoff - Roger Corman - Robert Evans - Irwin Winkler - Julia Phillips | - Michael Phillips - Fred Roos - Bert Schneider - Saul Zaentz - Richard D. Zanuck |  |

### Diễn viên
| - Brooke Adams - Woody Allen - Warren Beatty - Karen Black - Peter Boyle - James Brolin - Geneviève Bujold - Ellen Burstyn - James Caan - Dyan Cannon - Keith Carradine - John Cazale - Julie Christie - Jill Clayburgh - Robert De Niro - Bruce Dern - Richard Dreyfuss - Faye Dunaway - Robert Duvall - Shelley Duvall - Clint Eastwood - Jane Fonda - Peter Fonda - Richard Gere - Jeff Goldblum - Elliott Gould - Gene Hackman - Goldie Hawn - Dustin Hoffman - Dennis Hopper | - Glenda Jackson - Madeline Kahn - Diane Keaton - Harvey Keitel - Margot Kidder - Kris Kristofferson - Steve McQueen - Ali MacGraw - Marsha Mason - Paul Newman - Jack Nicholson - Ryan O'Neal - Al Pacino - Robert Redford - Vanessa Redgrave - Burt Reynolds - Katharine Ross - Jennifer Salt - Roy Scheider - Martin Sheen - Cybill Shepard - Sam Shepard - Sissy Spacek - Meryl Streep - Barbra Streisand - Donald Sutherland - John Travolta - Jon Voight - Christopher Walken |